# رشید علیوی
رشید علیوی (انگلیسی: Rachid Alioui؛ زادهٔ ۱۸ ژوئن ۱۹۹۲) بازیکن فوتبال اهل مراکش است که در پست مهاجم بازی می‌کند.
از باشگاه‌هایی که در آن بازی کرده‌است می‌توان به باشگاه فوتبال گنگام اشاره کرد. همچنین وی سابقه ۸ بازی در تیم ملی فوتبال مراکش در کارنامه دارد.